# Sonja Leutwyler
Sonja Leutwyler (* 1. April 1981 in Küsnacht) ist eine Schweizer Opern- und Konzertsängerin (Mezzosopran).

## Leben
Sonja Leutwyler schloss ihr Master of Arts-Studium in Viola und Gesang an der Zürcher Hochschule der Künste mit Auszeichnung ab und machte ihr Konzert- und Solistendiplom an der Hochschule für Musik und Theater in München bei Maria de Francesca-Cavazza, Christian Gerhaher und Helmut Deutsch. Während des Studiums sang sie am Prinzregententheater in München Partien wie Sesto (Giulio Cesare), Larina (Eugen Onegin) und Dorabella (Così fan tutte).
Von 2008 bis 2011 war sie als Solistin am Staatstheater am Gärtnerplatz München engagiert. Weitere Engagements hatte sie am Markgräflichen Opernhaus Bayreuth, am Cuvilliés-Theater München, am Teatro Comunale di Bologna und am Opernhaus Zürich. Sie sang im Oktober 2017 in einer Produktion der Opéra-Comique Paris eine Hauptpartie in der Oper Kein Licht von Philippe Manoury und gastierte mit dieser Opernproduktion am Nationaltheater Zagreb (2017) und am Grand Théâtre de Luxembourg (2018).
Als Konzertsolistin tritt Leutwyler mit Orchestern wie den Bamberger Symphonikern, dem Münchner Rundfunkorchester, dem Arctic Philharmonic Orchestra, dem Zürcher Kammerorchester, dem Stuttgarter Kammerorchester und dem SWR Symphonieorchester auf. Sie tritt auf Festivals wie dem Richard Strauss Festival Garmisch-Partenkirchen, den Festspielen Mecklenburg-Vorpommern, dem Beethovenfest Bonn, dem Musikfest Stuttgart sowie bei der St.Martin-in-the-Fields-Konzertreihe in London auf, sowie weiterhin regelmässig in der Tonhalle Zürich und im Wiener Konzerthaus.
Leutwyler interpretierte auch zeitgenössische Werke. Am Prinzregententheater München war sie 2007 in einer Hauptpartie in Elliot Carters Oper What Next mit dem Münchner Rundfunkorchester zu hören. Mit dem RSO Wien sang sie als Solistin beim Eröffnungskonzert der Reihe Wien Modern, mit Werken von Luigi Nono war sie auf einer Italien-Konzertreise. Berios Folksongs sang sie in mehreren Konzertsälen der Schweiz.
Sie trat in Felix Mendelssohns Walpurgisnacht beim Rheingau Musik Festival auf. Sie gab Konzerte und machte eine CD-Aufnahme mit dem RSO Wien im Wiener Konzerthaus. Sie gestaltete einen Soloabend mit Arien von Haydn und Vivaldi unter dem Titel Vom Winde bewegt mit der Camerata Zürich in der Tonhalle Zürich, sang in Carl Philipp Emanuel Bachs Magnificat mit dem Zürcher Kammerorchester und gab einen Liederabend in der Tonhalle Maag in Zürich.
Im Juli 2018 erschien das Album Hymne à la Beauté bei Solo Musica (Sony Music) in Zusammenarbeit mit Radio SRF 2 Kultur.